# Never Ever (chanson d'Ayumi Hamasaki)
Pour les articles homonymes, voir Never Ever.
Singles de Ayumi Hamasaki
Evolution
(2001) Endless Sorrow
(2001)
Never Ever (écrit en majuscules : NEVER EVER) est le 21e single original de Ayumi Hamasaki sorti sous le label Avex Trax, hors ré-éditions et remixes, ou son 22e single au total en comptant Nothing from Nothing sorti en 1995 en tant que Ayumi.

## Présentation
Le single sort le 7 mars 2001 au Japon sous le label Avex Trax, produit par Max Matsuura. Il ne sort qu'un mois après le précédent single de la chanteuse : Evolution, et qu'une semaine après les ré-éditions au format "maxi-CD" de ses huit premiers singles. Il atteint la 1re place du classement de l'Oricon. Il se vend à 423 480 exemplaires la première semaine, et reste classé pendant douze semaines, pour un total de 756 980 exemplaires vendus durant cette période. Une autre version du single au format maxi 45 tours vinyle sortira cinq mois plus tard, le 11 août 2001.
Bien que officiellement présenté comme un single, le disque contient en fait dix titres, pour un total de près d'une heure d'écoute : la chanson-titre, six versions remixées en plus de sa version instrumentale, et deux versions remixées des chansons-titre des précédents singles Seasons et Evolution. Cette version de Seasons ("H-H Remix") sera régulièrement utilisée en concert, au point d'être proposée en téléchargement en 2007 et d'atteindre la 3e place des ventes sur le site spécialisé mu-mo.
La chanson-titre Never Ever est la troisième chanson dont Ayumi Hamasaki a aussi écrit la musique, sous le pseudonyme Crea. Elle a été utilisée comme thème musical pour une campagne publicitaire pour la boisson Sapuri de la marque Kirin. Elle figurera sur l'album I Am... qui sort un an plus tard, ainsi que sur les compilations A Best 2: Black de 2007 et A Complete: All Singles de 2008. Elle sera également remixée sur quatre albums de remix de 2001 à 2003 : Super Eurobeat presents ayu-ro mix 2, Ayu-mi-x 4 + selection Non-Stop Mega Mix Version, Ayu-mi-x 4 + selection Acoustic Orchestra Version, et RMX Works from Cyber Trance presents ayu Trance 3.

## Liste des titres
Toutes les paroles sont écrites par Ayumi Hamasaki, toute la musique est composée par CREA sauf titre N°3 par D・A・I.
| 1.  | Never Ever "Original Mix" (NEVER EVER...)             | Mix : Koji Morimoto    | 4:43 |
| 2.  | Never Ever "Yuta's prayer mix"                        | Yuta Nakano            | 6:01 |
| 3.  | Seasons "H-H Remix" (SEASONS...)                      | MC Rally, Naoki Atsumi | 6:09 |
| 4.  | Never Ever "Project O.T. MIX" (... "PROJECT O.T MIX") | Project O.T.           | 4:37 |
| 5.  | Never Ever "Laugh & Peace MIX"                        | Laugh & Peace          | 4:31 |
| 6.  | Never Ever "Empty Pot Shuttlecock Wood"               | Kikou Uehara           | 4:18 |
| 7.  | Evolution "Ayu Can Hear U Mix" (evolution...)         | DJ-Masa                | 7:27 |
| 8.  | Never Ever "nicely nice hot stab remix"               | Seiki Sato             | 3:49 |
| 9.  | Never Ever "tears of aquarius mix"                    | Ambient7               | 4:30 |
| 10. | Never Ever "Original Mix" (Instrumental)              | Mix : Koji Morimoto    | 4:41 |

## Édition vinyle
Singles par Ayumi Hamasaki
Evolution
(2001) Endless Sorrow
(2001)
Never Ever (NEVER EVER) est un maxi 45 tours vinyle de Ayumi Hamasaki.
Il sort en édition limitée le 11 août 2001 au Japon sous le label indépendant Rhythm Republic affilié à Avex Trax. Il sort le même jour que la version vinyle du single Endless Sorrow. 
Il contient la chanson-titre précédée de deux de ses versions remixées ; la chanson-titre et l'un des remixes ("tears of aquarius mix") étaient déjà parus sur le 21e single CD homonyme de la chanteuse sorti cinq mois auparavant, le 7 mars 2001, tandis que l'autre remix était quant à lui déjà paru sur son 22e single CD Endless Sorrow sorti trois mois auparavant.
| 1. | Never Ever "Dub's Uncategorized Mix 001" | Izumi "D.M.X" Miyazaki | 6:37 |

| 1. | Never Ever "tears of aquarius mix" | Ambient7            | 4:30 |
| 2. | Never Ever "Original Mix"          | Mix : Koji Morimoto | 4:43 |